# 세리타촌
세리타촌(芹田村)은 나가노현 가미미노치군에 설치되었던 촌이다. 현재의 나가노시에 해당한다.